# Light: Science & Applications
Light: Science & Applications è una rivista scientifica ad accesso aperto, sottoposta a revisione paritaria e pubblicata dalla Nature Portfolio per conto del Changchun Institute of Optics, Fine Mechanics and Physics, dell'Accademia Cinese delle Scienze e della Società Ottica Cinese.  Tratta la ricerca su tutti gli aspetti dell'ottica.
La rivista è stata fondata nel marzo 2012 e i caporedattori sono Jianlin Cao e Xi-Cheng Zhang.

## Indicizzazione
Gli abstract e gli articoli della rivista sono indicizzati da:
- Chemical Abstracts Service[3]
- Current Contents/Engineering, Computing & Technology[4]
- Current Contents/Physical, Chemical & Earth Sciences[4]
- EBSCO databases
- Ei Compendex[5]
- Inspec[6]
- Science Citation Index Expanded[4]
- Scopus.[7]

Secondo il Journal Citation Reports, nel 2021 ha ricevuto un fattore di impatto pari a 20,257, collocandosi al 3º posto fra 101 riviste presenti nella categoria dell'ottica.